# Lobby gay
La lobby gay (anche nota come lobby LGBT e in inglese definita anche come "gay mafia")  è una teoria secondo la quale esisterebbero dei gruppi di pressione (lobbisti) che hanno come fine quello di distruggere la famiglia, cancellare le differenze fra uomini e donne, creare una sessualità fluida, educare e plagiare i bambini in un mondo stravolto nelle sue leggi naturali e morali e piegato ai capricci di una minoranza; è generalmente associata a gruppi di influenza posti in posizioni di rilievo nei settori della moda e del mondo dello spettacolo, dell'intrattenimento e anche in politica e nelle istituzioni. Tali lobby, che agirebbero nel nome della cosiddetta “ideologia gender”, vengono citati in ambienti di estrema destra e ultraconservatori quando, ad esempio, in sedi istituzionali, vengono compiuti sforzi a favore del riconoscimento dei diritti LGBTQ. Non si hanno prove concrete dell'esistenza di queste organizzazioni e del complotto da esse architettato, quindi la stessa definizione non ha nessun valore fattuale ma viene usata solo a livello di propaganda della destra radicale e degli ambienti ultracattolici.

## Storia
Un uso precoce della locuzione si è avuto quando alla fine del 1967 il critico inglese Kenneth Tynan propose a Playboy un articolo che parlava della "mafia omosessuale" presente nelle arti; il direttore esecutivo AC Spectorsky ne rifiutò i contenuti e la portata polemica, anche se ammise che "i cani bastardi della cultura rendono omaggio alla realtà dei froci e delle checche ("faggot") come non hanno mai fatto prima". La stessa rivista propose un ampio servizio sui vari temi gay nel mese di aprile del 1971.
La locuzione alternativa Velvet Mafia è stata usata nel 1970 dal giornalista Steven Gaines in un articolo del Top of the Pop, rubrica della sezione intrattenimento della domenica del New York Daily News, per descrivere i dirigenti della "Robert Stigwood Organization", una casa discografica e produttrice di film britannica. L'espressione è stata poi utilizzata dallo stesso scrittore in un romanzo a chiave sulla popolare discoteca newyorkese Studio 54 intitolato The Club in riferimento alle influenti personalità gay che frequentavano abitualmente il locale. Questa "mafia" avrebbe compreso tra gli altri Calvin Klein, Truman Capote, lo stilista Halston e Andy Warhol. L'espressione è stata poi usata per descrivere la potente cricca sociale ed una subdola alleanza volta a ribaltare i settori politico-governativi della società. A poco a poco la parola "velvet" ("velluto") è stata sostituita con "gay". 
La locuzione è stata utilizzata dai mass media negli anni ottanta e novanta, da quando è stata spesso ripresa sulle pagine del New York Post ed è usata anche per descrivere la "cospirazione" di gay, lesbiche, bisessuali e transessuali in atto per rovesciare l'ordine morale tradizionale (la cosiddetta "agenda gay"). Il quotidiano britannico The Sun l'ha utilizzato nel 1998 in risposta a ciò che sosteneva essere una rappresentanza di persone gay nel Gabinetto del Regno Unito dominato dal Partito Laburista.
La locuzione ha acquisito un più ampio rilievo sociale dopo esser stata utilizzata in un articolo del 1995 del mensile satirico Spy e in uno del 2002 di Vanity Fair, in cui Michael Ovitz in un'intervista accusò la "lobby gay" di azioni di sabotaggio che lo hanno alla fine costretto a vendere la sua azienda, la Artists Management Group.
In Italia la locuzione viene usata principalmente negli ambienti della destra religiosa cristiana, pur venendo via via sostituita o associata al più recente complotto della teoria del gender.
Si può riferire infine anche a quegli omosessuali percepiti come presenti e organizzati all'interno della Chiesa cattolica, anche se non ci sono riscontri sull'effettiva esistenza di tale lobby.